# Petauroidea
I Petauroidei (Petauroidea Bonaparte, 1838) sono una delle due superfamiglie in cui viene suddiviso il sottordine dei Falangeriformi. Comprende in tutto 32 specie, suddivise in quattro famiglie, gli Pseudocheiridi, i Petauridi, i Tarsipedidi e gli Acrobatidae.

## Tassonomia
- Famiglia Pseudocheiridae
  - Sottofamiglia Hemibelideinae
    - Genere Hemibelideus (1 specie)
    - Genere Petauroides (1 specie)

  - Sottofamiglia Pseudocheirinae
    - Genere Petropseudes (1 specie)
    - Genere Pseudocheirus (2 specie)
    - Genere Pseudochirulus (8 specie)

  - Sottofamiglia Pseudochiropsinae
    - Genere Pseudochirops (5 specie)

- Famiglia Petauridae
  - Genere Dactylonax (1 specie)
  - Genere Dactylopsila (3 specie)
  - Genere Gymnobelideus (1 specie)
  - Genere Petaurus (6 specie)

- Famiglia Tarsipedidae
  - Genere Tarsipes (1 specie)

- Famiglia Acrobatidae
  - Genere Acrobates (1 specie)
  - Genere Distoechurus (1 specie)